# Zákon o veřejných službách v přepravě cestujících
Zákon o veřejných službách v přepravě cestujících je název navrženého zákona České republiky, který v roce 2010 schválila Poslanecká sněmovna PČR.
O potřebě a obsahu zákona o veřejné dopravě, který by jednotně upravil pravidla pro dotování osobní veřejné dopravy a její plánování, se opakovaně zmiňovali různí politici i odborníci včetně zástupců ministerstva dopravy zejména v letech 2004–2007. V roce 2009 poslalo ministerstvo do připomínkového řízení verzi s názvem Zákon o veřejných službách v přepravě cestujících po železnici a silnici. V únoru 2010 předložila vláda návrh zákona poslanecké sněmovně pod názvem Zákon o veřejných službách v přepravě cestujících.
Zákon měl nahradit části nynějších zákonů o silniční dopravě a o dráhách a měl zahrnout i některá témata, která dosud podrobně upravovala jen prováděcí vyhláška (ohledně prokazatelné ztráty při zajišťování dopravní obslužnosti) a odstranit nejasnosti a rozpory v dosavadních právních předpisech, kvůli nimž byla zpochybňována některá výběrová řízení na autobusové i železniční dopravce (viz též článek Konkurence železničních dopravců v Česku) a které měly podíl i na krizi autobusové dopravy v Ústeckém kraji v roce 2006. Příprava zákona probíhala souběžně s přípravou Nařízení Evropského parlamentu a Rady (ES) č. 1370/2007, o veřejných službách v přepravě cestujících po železnici a silnici, vydaného 23. října 2007, a konečné verze návrhu zákona implementují požadavky této směrnice.

## Historie zákona
O potřebě Zákona o veřejné dopravě v rámci státní dopravní politiky se zmínil náměstek generálního ředitele Českých drah Josef Bazala na besedě se zaměstnanci 13. února 2004. Za autora názvu zákona označil Bazala svého kolegu Růžičku – ten své autorství popřel s tím, že tento název zákona je standardní v západních zemích i na Slovensku.
Návrh zařadit zpracování nového Zákona o veřejné dopravě do dopravní politiky České republiky byl obsažen jako jedna z alternativ řešení legislativních problémů v závěrech XII. semináře IDS, pořádaném pod záštitou ministerstva dopravy 16.–18. května 2005 v Lázních Bohdaneč Institutem Jana Pernera.
S přijetím Zákona o veřejné dopravě počítá Strategie podpory dopravní obsluhy území, projednaná vládou 12. dubna 2006.
Věcný návrh zákona a změn souvisejících předpisů byl vládou připraven v průběhu roku 2006,

v listopadu 2006 byl projednán s kraji a významnými dopravci a poté přepracován. V březnu 2007 bylo zahájeno vnitroresortní připomínkové řízení na Ministerstvu dopravy. Na konci srpna 2007 skončilo meziresortní připomínkové řízení k věcnému záměru zákona. Počítá se s účinností zákona od 1. ledna 2009.
20. ledna 2007 náměstek ministra dopravy, vrchní ředitel Sekce strategie, veřejné dopravy a ekologie Ministerstva dopravy Petr Šlegr pro MF Dnes prohlásil, že ministerstvo chce do podzimu 2007 připravit návrh zákona. Zejména zdůraznil, že na dotované linky a spoje budou muset být vyhlašována výběrová řízení. Později uváděli zástupci ministerstva, že návrh zákona bude vládou sněmovně předložen do konce roku 2007.
Podporu veřejné dopravy včetně obnovy vozového parku a rozvoje integrovaných dopravních systémů měly ve svých programech všechny strany, které uspěly ve volbách roku 2006. Zpracování samostatného zákona o veřejné dopravě měla ve volebním programu jmenovitě uvedeno KDU-ČSL. Pro potřebnost zákona se pro média vyjadřuje zejména děkan dopravní fakulty ČVUT Petr Moos

a prezident Svazu dopravy Jaroslav Hanák.
. Přijetí zákona je součástí Programového prohlášení Svazu průmyslu a dopravy ČR na rok 2007.
Koaliční smlouva ODS, KDU-ČSL a SZ obsahovala závazek podat návrh zákona sněmovně do konce srpna 2007. V květnu 2007 Plán legislativních prací vlády požadoval vznik věcného záměru zákona do 12. července 2007.
Programové prohlášení nové vlády Mirka Topolánka z 19. ledna 2007 obsahuje text: „Vláda předloží návrh zákona o veřejné dopravě, který zajistí provázanost dopravy na celostátní, krajské a místní úrovni, odstraní současné legislativní rozdíly mezi autobusovou a železniční dopravou, posílí pravomoci objednavatele dopravních výkonů ve veřejném zájmu a legislativně upraví postavení koordinátorů integrovaných dopravních systémů. Účinnou podporou veřejné dopravy zajistí její konkurenceschopnost vůči dopravě individuální.“ Obdobné ustanovení obsahovala i koaliční smlouva ODS, KDU-ČSL a SZ z 29. prosince 2006.
Návrh, který zpracovalo ministerstvo dopravy pod vedením náměstka pro veřejnou dopravu Petra Šlegra v létě 2007, byl předmětem kritiky těch dopravců, kteří nyní nejsou ve zvýhodněném postavení. Šéf firmy Student Agency Radim Jančura i předseda představenstva Sdružení železničních společností Jiří Mužík návrhu vytýkali, že umožňuje státu a krajům nevypisovat výběrová řízení na provozování osobní železniční dopravy nebo že i nadále zakazuje jezdit nedotovaným dopravcům tam, kde jezdí dotovaní.
V lednu 2008 ministr dopravy Aleš Řebíček oznámil, že práce na návrhu zákona byly pozastaveny, protože úpravu téže problematiky začala řešit Evropská komise. Do zákona pak má být zapracován její závěr. Evropská komise mimo jiné řeší i stížnost dopravce ČAS Znojmo a. s. z roku 2005 na nedovolenou podporu konkurenční firmy krajem.
Začátkem roku 2009 poslalo ministerstvo do připomínkového řízení verzi s názvem Zákon o veřejných službách v přepravě cestujících s navrhovanou účinností od 3. prosince 2009 (tedy shodně s evropským nařízením). V červnu 2009 zřídil ministr dopravy Gustáv Slamečka třicetičlennou pracovní skupinu pro dokončení návrhu zákona, zejména pro vypořádání připomínek z připomínkového řízení.
24. února 2010 předložila vláda návrh zákona poslanecké sněmovně pod názvem Zákon o veřejných službách v přepravě cestujících a o změně dalších zákonů s navrhovaným datem účinnosti od 1. července 2010. První čtení proběhlo 12. března 2010, poslanecká sněmovna návrh zákona schválila 14. dubna 2010.

## Obsah zákona
Obsahem zákona by měly být cíle veřejné dopravy a vymezení veřejného zájmu, přesnější vymezení odpovědnosti státu, kraje a obcí, možnost vícestranných smluv se současným využitím více veřejných zdrojů (ministerstvo a kraj, sousedící kraje, kraj a obec atd.) nebo veřejných i soukromých zdrojů (průmyslové podniky, obchodní centra atd.), preference veřejné dopravy, dopravní plánování včetně kritérií výkonnosti a kvality, tarifní a odbavovací integrace, výběr dopravce, smlouva o veřejné službě a výpočet kompenzace, umožnění účelově nevázaného přiměřeného zisku dopravce. Úprava licenčních řízení by měla zůstat ve stávajících oborových zákonech.
Zpravidla se uvažuje o posílení regulovaného konkurenčního prostředí ve veřejné dopravě, avšak zároveň, kvůli efektivitě investic dopravců, o udělování zakázek na delší dobu, například na dobu 8 let v autobusové dopravě a 15 let v železniční dopravě (podle prezidenta Svazu dopravy Jaroslava Hanáka). Řešen má být také vzájemný vztah a rozlišení dotované veřejné dopravy od ziskové veřejné dopravy. Počítá se s možností dotovat jako doplňkové (alternativní) i nelinkové formy dopravy, tzv. systémy s pravděpodobnostní obsluhou, například s proměnnými trasami a jízdními řády, radiobus atd.
V první polovině roku 2007 se ve věcném návrhu Zákona o veřejné dopravě objevil institut „regulačního stupně“, umožňující preferovat „dopravu ve veřejném zájmu“ před komerčními spoji. Významní konkurenti Českých drah (Railtrans a Student Agency) tuto úpravu vnímali jako překážku konkurenčního prostředí, která umožňuje upřednostňovat dotované spoje před efektivnějšími.
Principem návrhu zákona z roku 2009 je rovné postavení a propojení drážní a autobusové dopravy a vytyčení standardů kvality a bezpečnosti. Zákon se nezabývá budováním a plánováním integrovaných dopravních systémů.
Oproti stávající české legislativě se v evropském nařízení objevuje institut výlučného práva, tj. možnosti spojit udělení závazku veřejné služby určitému dopravci s vyloučením jiných provozovatelů v určité trase, síti nebo oblasti.

### Evropské nařízení
Příprava zákona je koordinována se souběžným projednáváním návrhu nařízení o veřejných službách v přepravě cestujících po železnici a silnici v Evropském parlamentu.
Podle návrhu by nařízení mělo pro smlouvu o veřejné službě stanovit povinnost objednatelů vybírat dopravce ve výběrových řízeních, avšak se čtyřmi výjimkami:
- Zadání internímu provozovateli, tedy dopravci vlastněnému a kontrolovanému objednatelem
- Malé zakázky, zatím je navrhováno omezení rozsahem 300 tisíc vozových kilometrů ročně nebo kompenzace do jednoho milionu EURO
- Bezprostřední ohrožení existence služby ve veřejném zájmu. Tímto způsobem by bylo možné zadat zakázku maximálně na dobu 2 let.
- Bloková výjimka pro železniční dopravu na regionální a dálkové spoje.

Maximální smluvní doba by byla 10 let u autobusové dopravy a 15 let u drážní, přičemž v případě podstatných investic mohou být tyto doby ještě o polovinu prodlouženy.
Nařízení Evropského parlamentu a Rady (ES) č. 1370/2007, o veřejných službách v přepravě cestujících po železnici a silnici, bylo vydáno 23. října 2007, ruší se jím dosavadní nařízení Rady (EHS) č. 1191/69 a č. 1107/70. Nařízení vstoupí v platnost 3. prosince 2009 a definuje pro stávající smluvní vztahy desetileté přechodné období do 3. prosince 2019. Je v členských zemích přímo aplikovatelné.

## Prováděcí předpisy
K českému zákonu o veřejných službách v přepravě cestujících jsou připravovány tyto prováděcí předpisy:
- nařízení vlády o požadavcích a postupech pro zajištění technické a provozní propojitelnosti elektronických systémů plateb a odbavení cestujících a určených zařízení a technologií
- nařízení vlády o stanovení minimálních hodnot a ukazatelů standardů kvality a bezpečnosti a o způsobu jejich prokazování pro dopravce v souvislosti s poskytováním veřejných služeb v přepravě cestujících
- vyhláška ministerstva dopravy, kterou se stanoví formulář pro uveřejnění oznámení o zahájení nabídkového řízení pro výběr dopravce k uzavření smlouvy o veřejných službách v přepravě cestujících
- vyhláška ministerstva dopravy o postupech pro určení a kontrolu maximální výše kompenzace

## Rozsah a charakter veřejných zakázek v Česku
Ročně jako úhrada prokazatelné ztráty v regionální a dálkové dopravě vypláceno kolem 9 miliard korun (zhruba napůl mezi autobusovou a železniční dopravu), v městskou hromadné dopravě dalších asi dvanáct miliard, několik stamiliónů je poskytováno dopravcům navíc jako dotace podpory vozového parku. Vykazované náklady zahrnující přiměřený zisk se v autobusové dopravě liší od 20 Kč/km až ke 39 Kč/km. Nuceně podhodnocené náklady vedou k zastarávání vozového parku, nadhodnocené náklady jsou někdy projevem přelévání zisku majetkově spřízněným obchodním partnerům dopravce (výrobcům autobusů, majitelům autobusových nádraží atd.).
Podle ministerstva dopravy veřejná linková doprava v závazku veřejné služby vyprodukovala za rok 2007 zisk ve výši 309 milionů Kč, zatímco provoz mimo závazek veřejné služby za stejné období vykázal ztrátu 127 milionů Kč. Za první pololetí 2008 byl v závazku veřejné služby vykázán zisk 190 milionů Kč, zatímco doprava mimo závazek veřejné služby ztráta 101 milionů Kč.

## Podobné zákony v jiných státech
Zákon s obdobným názvem platí například ve Švýcarsku.
Německý Svobodný stát Sasko přijal Zákon o veřejné osobní dopravě (ÖPNVG) dne 14. prosince 1995.
Na Slovensku byl legislativní záměr Zákona o verejnej hromadnej doprave, s důrazem na integrované dopravní systémy, rozvíjen v letech 1999 a 2000 a na nátlak samospráv a dopravců bylo vypracování návrhu zákona zařazeno do legislativního plánu vlády SR zařazen s termínem dokončení červen 2002. Byl zpracován pouze věcný záměr zákona, roku 2001 ale byla příprava ministerstvem zastavená, protože ministerstvo shledalo takovýto sjednocující zákon nepotřebným. Vláda Slovenské republiky s požadavkem ministerstva vyjádřila nesouhlas a na jednání 6. března 2002 pouze posunula termín dokončení návrhu na červenec 2003.. (Informace o dalším osudu návrhu nenalezeny.) Kolem roku 2004 byl zmiňován záměr, že vznikne Zákon o dopravnej obslužnosti regiónov. 10. května 2005 schválila slovenská vláda novou koncepci dopravní obslužnosti do roku 2015. Od počátku roku 2005 byly na kraje přeneseny rozhodující kompetence ohledně autobusové dopravy, podle přijaté koncepce tomu tak má být i pro železniční dopravu, s celostátní jednotnou zákonnou úpravou se již nepočítá, právní rámec je i nadále upraven zvlášť pro drážní a zvlášť pro silniční dopravu.